# Eduard Samuilowitsch Kusnezow

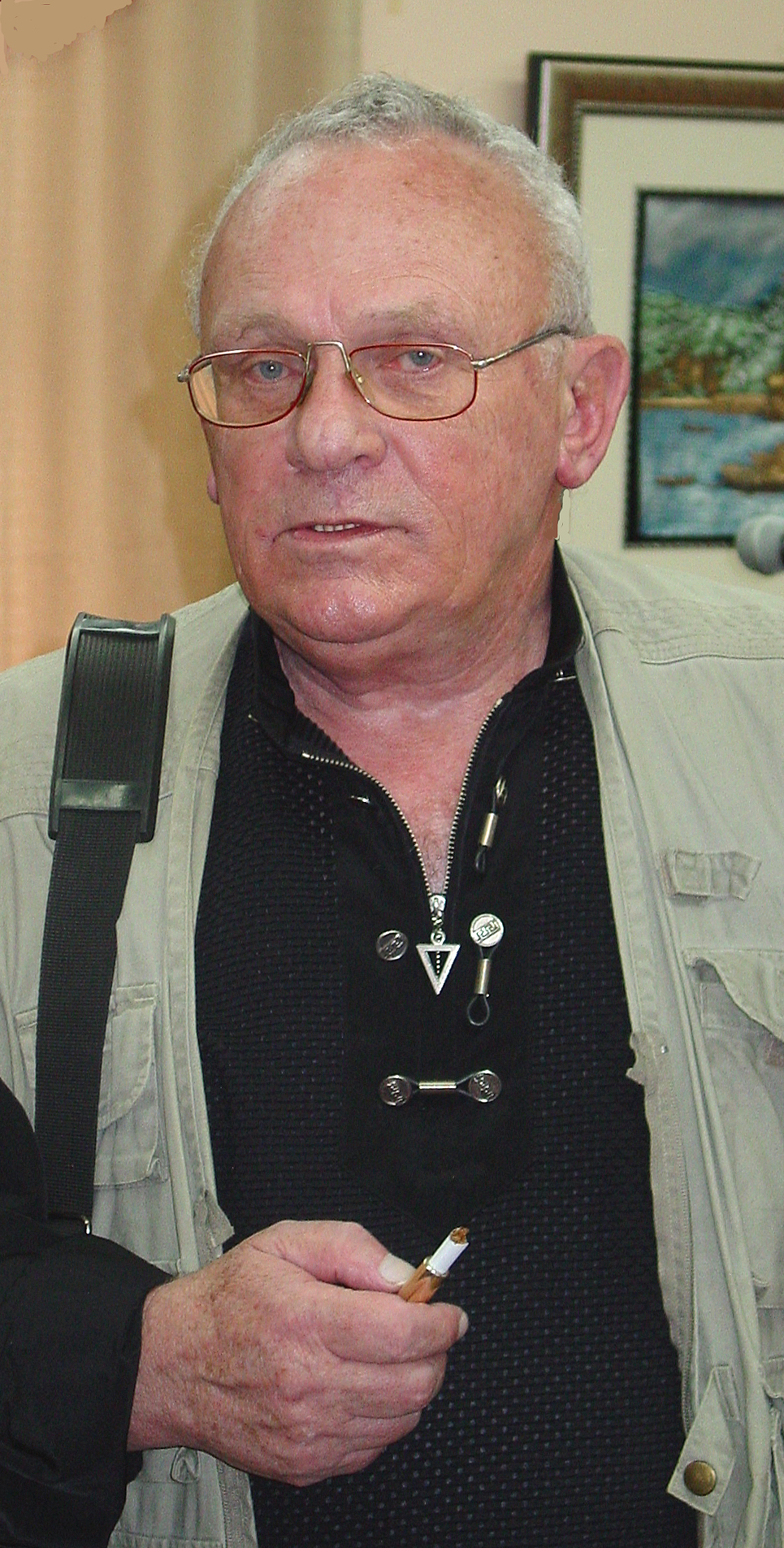
Eduard Samuilowitsch Kusnezow

Eduard Samuilowitsch Kusnezow (russisch Эдуард Самуилович Кузнецов; * 29. Januar 1939 in Moskau; † 22. Dezember 2024) war ein sowjetischer Dissident sowie späterer Redakteur und Schriftsteller in Israel.
Kusnezow wurde als Sohn eines jüdischen Vaters und einer russischen Mutter geboren, die ihn aufzog, nachdem sein Vater 1941 im Zweiten Weltkrieg gefallen war. 1946 bis 1956 besuchte er die Schule und arbeitete anschließend als Dreher in einer Fabrik. Nach Absolvierung des Militärdienstes studierte er Philosophie an der Moskauer Staatlichen Universität.
1961 wurde Kusnezow das erste Mal vom KGB verhaftet und zu sieben Jahren in sowjetischen Gefängnissen verurteilt, da er in Moskau offen politische Ansprachen in Poesielesungen hielt sowie Samizdat veröffentlichte. Eine Sammlung von selbstverfassten Kassibern aus seiner Zeit in Haft wird im Archiv der Forschungsstelle Osteuropa an der Universität Bremen aufbewahrt.
Nach seiner Freilassung erhielt er zunächst eine Aufenthaltsgenehmigung für Strunino in der Oblast Wladimir. Im Januar 1970 siedelte Kusnezow zu seiner Frau nach Riga über, wo ihn schließlich eine Einladung nach Israel dazu veranlasste, die Auswanderung vorzubereiten. Probleme mit Ämtern und dem Ausreiseantrag führten dazu, dass er im Mai 1970 mit einigen anderen versuchte, ein Flugzeug für die Ausreise zu kapern. Der Versuch scheiterte und Kusnezow wurde für Hochverrat, auf den die Todesstrafe stand, verurteilt. Nach Einspruch und internationalen Protesten reduzierte sich seine Strafe jedoch auf 15 Jahre Haft.
1979 wurden Kusnezow und vier andere Dissidenten gegen zwei in den USA inhaftierte sowjetische Spione ausgetauscht. Kusnezow emigrierte daraufhin nach Israel. 1982 kandidierte er als Teil der ersten  Partei von früheren russischen Bürgern Samekh für die Knesset. Von 1983 bis 1990 war er Leiter der Nachrichtenabteilung von Radio Liberty. 1991 war er Redakteur der russischsprachigen Tageszeitung Wremja. 1992 wechselte er zusammen mit einer großen Gruppe von Journalisten, die gegen ihre Arbeitsbedingungen protestierten, als Chefredakteur zu Vesti, der auflagenstärksten russischsprachigen Zeitung in Israel. 1999 begann er mit der Redaktion von Mig News und von 2003 bis 2007 war er Chefredakteur des literarischen und künstlerischen Almanachs Nota Bene.
Kusnezow war Mitglied der Schriftsteller-Vereinigung P.E.N. Seine Schriften wurden weithin in europäischen, US-amerikanischen und israelischen Medien verbreitet. Er war Autor von drei Romanen: Lagertagebuch, Marathon in Mordwinien (beide schrieb er insgeheim im Lager und schmuggelte sie heraus) und Russische Romanze, die alle in viele verschiedene Sprachen übersetzt wurden. 1974 gewann Lagertagebuch in Frankreich den Gulliver-Preis für das beste Buch eines ausländischen Autors.

## Werke
- Lagertagebuch. Aufzeichnungen aus dem Archipel des Grauens. München 1974, ISBN 3-471-77933-7.
- Marathon in Mordwinien. Lagerskizzen. Frankfurt/M, Berlin, Wien 1983, ISBN 3-548-20364-7.

## Belege
1. ↑  Todesnachricht. In: newsru.co.il. 22. Dezember 2024, abgerufen am 22. Dezember 2024 (russisch).
2. ↑  Lagertagebuch, S. 71.
3. ↑  Lagertagebuch, S. 75–82.

| Personendaten    | Personendaten                                        |
| ---------------- | ---------------------------------------------------- |
| NAME             | Kusnezow, Eduard Samuilowitsch                       |
| ALTERNATIVNAMEN  | Кузнецов, Эдуард Самуилович                          |
| KURZBESCHREIBUNG | sowjetischer Dissident, Redakteur und Schriftsteller |
| GEBURTSDATUM     | 29. Januar 1939                                      |
| GEBURTSORT       | Moskau                                               |
| STERBEDATUM      | 22. Dezember 2024                                    |